# 藥崧
药崧（?—?），河内郡（今河南省武陟县）人，东汉人物。
药崧天性朴实忠诚。家贫担任郎官，常常独自在尚书台值班，没有被子，头枕着几案，吃着糟糠。汉明帝每天夜里入尚书台，见到药崧，问他缘故。见他生活困窘，于是赐尚书以下朝夕两次公餐。给帷帐被子黑袍，和侍史二人，从此成为定制。汉明帝因事迁怒药崧，以杖殴打药崧。药崧躲入床下，汉明帝大怒，大声喊道：“郎出来！郎出来！”药崧说：“天子穆穆，诸侯煌煌，未闻人君自起撞郎。”汉明帝为之罢手。药崧官至南阳郡太守。